# سارکوم یووینگ
سارکوم یوئینگ (انگلیسی: Ewing sarcoma; ‎/ˈ[invalid input: 'ju:']ɪŋ/‎) دومین بدخیمی شایع در کودکان است و حدود ۳ درصد سرطان‌های اطفال را به خود اختصاص داده‌است.
در گذشته این تومور را اندوتلیومای منتشر استخوان (به انگلیسی:diffuse endothelioma of bone) می‌نامیدند و آن را محدود به استخوان می‌پنداشتند ولی در حال حاضر در نواحی خارج استخوان مثل کلیه، روده، تخمدان، واژن و پوست نیز گزارش شده‌است.
این تومور اولین بار در سال ۱۹۲۱ توسط جیمز یوئینگ شناسایی شد و در سال ۱۹۶۹ نیز نوع خارج استخوانی آن نیز شناسایی شد.

## مطالعات ژنتیک
- تقریباً ۹۰ درصد از بیمارن ترانس لوکاسیون (t(۱۱;۲۲)(q24;q۱۲ را از خود بروز می‌دهند و توسط تکنیک‌های مختلف مانند واکنش زنجیره پلیمراز یا FISH قابل شناسایی است.[۲]
- همچنین مارکر CD99 نیز که با روش ایمنوهیستوکمیستری چک می‌شود نیز از خود بروز می‌دهند.[۴]

## مطالعات هیستولوژیک
- این سارکوم از تکثیر سلول‌های نورواکتودرمال(به انگلیسی:neuroectodermal) کوچک و غیر تمایز یافته تشکیل شده‌است.[۴]

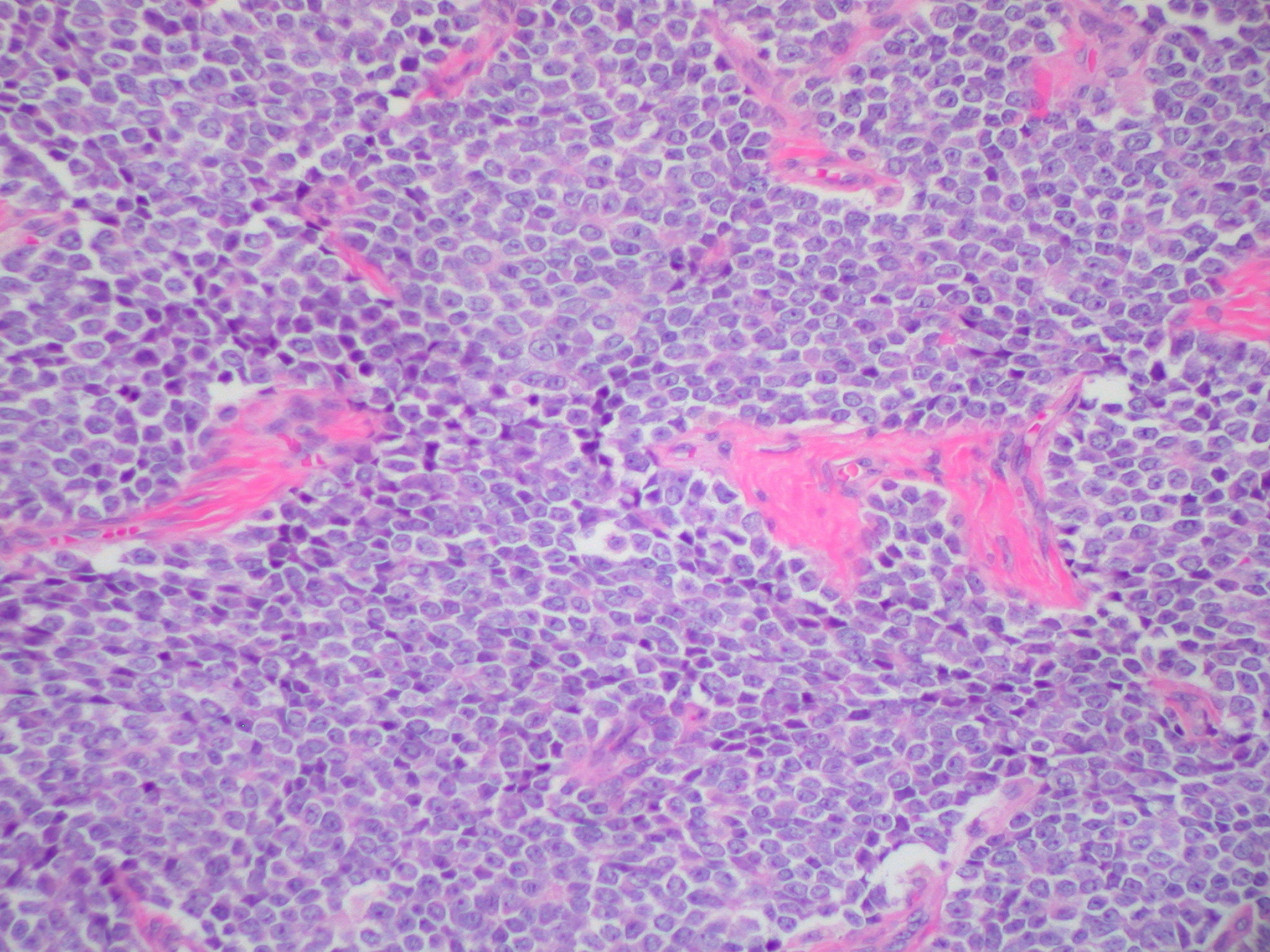
نمای میکروسکوپی سارکوم یووینگ.